# شمال و جنوب (رمان)
شمال و جنوب (به انگلیسی: North and South) نام یک کتاب ادبی است که توسط الیزابت گاسکل، نویسندهٔ اهل انگلستان نوشته شده‌است. این کتاب برای اولین بار در سال ۱۳۹۵ با ترجمهٔ سارا خزاعی توسط انتشارات گل آفتاب به چاپ رسید.